# SS Juve Stabia
Società Sportiva Juve Stabia, zkráceně jen Juve Stabia je italský fotbalový klub hrající v sezóně 2024/25 ve 2. italské fotbalové lize sídlící ve městě Castellammare di Stabia v regionu Kampánie.
Klub byl založen v roce 1907 bratry Romana a Pauzana Weiss jako Stabia Sporting Club. V roce 1933 se klub dostává do finančních problémů a končí. Je vytvořen nový klub Associazione Calcio Stabia. Klub hraje v nižších soutěží. V roce 1953 přichází další bankrot. Je založen nový klub se stejným jménem ale jen změnil klubové barvy. Nejhorší období klubu přijde po sezoně 2000/01. Klub má opět dluhy a končí s fotbalem. Fotbal nehraje rok a se spojením klubem Associazione Sportiva Dilettantistica F.C. S.S. Nola 1925 sezonu 2002/03 začíná v páté lize pod názvem Associazione Calcio Comprensorio Stabia.
Nejvyšší soutěž nikdy nehrál. Největší úspěch je hraní ve druhé lize a to v pěti sezonách. Nejlepší umístění bylo 9. místo v sezoně 2011/12.

## Změny názvu klubu
- 1907/08 – 1929/30 – Stabia SC (Stabia Sporting Club)
- 1930/31 – 1932/33 – FC Stabiese (Football Club Stabiese)
- 1933/34 – 1952/53 – AC Stabia (Associazione Calcio Stabia)
- 1953/54 – 1995/96 – SS Juventus Stabia (Società Sportiva Juventus Stabia)
- 1996/97 – 2001/02 – AC Juve Stabia (Associazione Calcio Juve Stabia)
- 2002/03 – AC Comprensorio Stabia (Associazione Calcio Comprensorio Stabia)
- 2003/04 – SS Juve Stabia (Società Sportiva Juve Stabia)

## Získané trofeje

### Vyhrané domácí soutěže
- 3. italská liga ( 4x )

1947/48, 1950/51, 2018/19, 2023/24
- 4. italská liga ( 3x )

1971/72, 1992/93, 2009/10

## Účast v ligách
| Úroveň soutěže | Název soutěže (nynější název) | První hraná sezona | Poslední hraná sezona | celkem odehraných sezon |
| -------------- | ----------------------------- | ------------------ | --------------------- | ----------------------- |
| 2              | Serie B                       | 1951/52            | 2024/25               | 6                       |
| 3              | Serie C                       | 1926/27            | 2023/24               | 40                      |
| 4              | Serie D                       | 1955/56            | 2009/10               | 31                      |
| 5              | Eccellenza                    | 1957/58            | 2003/04               | 10                      |

## Známí hráči v klubu
- Danilo D'Ambrosio – (2008–2010) reprezentant
- Simone Zaza – (2011/12) reprezentant
- Simone Verdi – (2013) reprezentant
- Simone Colombi – (2011/12) reprezentant  medailista z ME U21 2013
- Tomas Danilevičius – (2011–2013) reprezentant

## Česká stopa
- Jakub Navrátil (2016)
- Jan Polák (2014–2016)